# Charlotte Charke

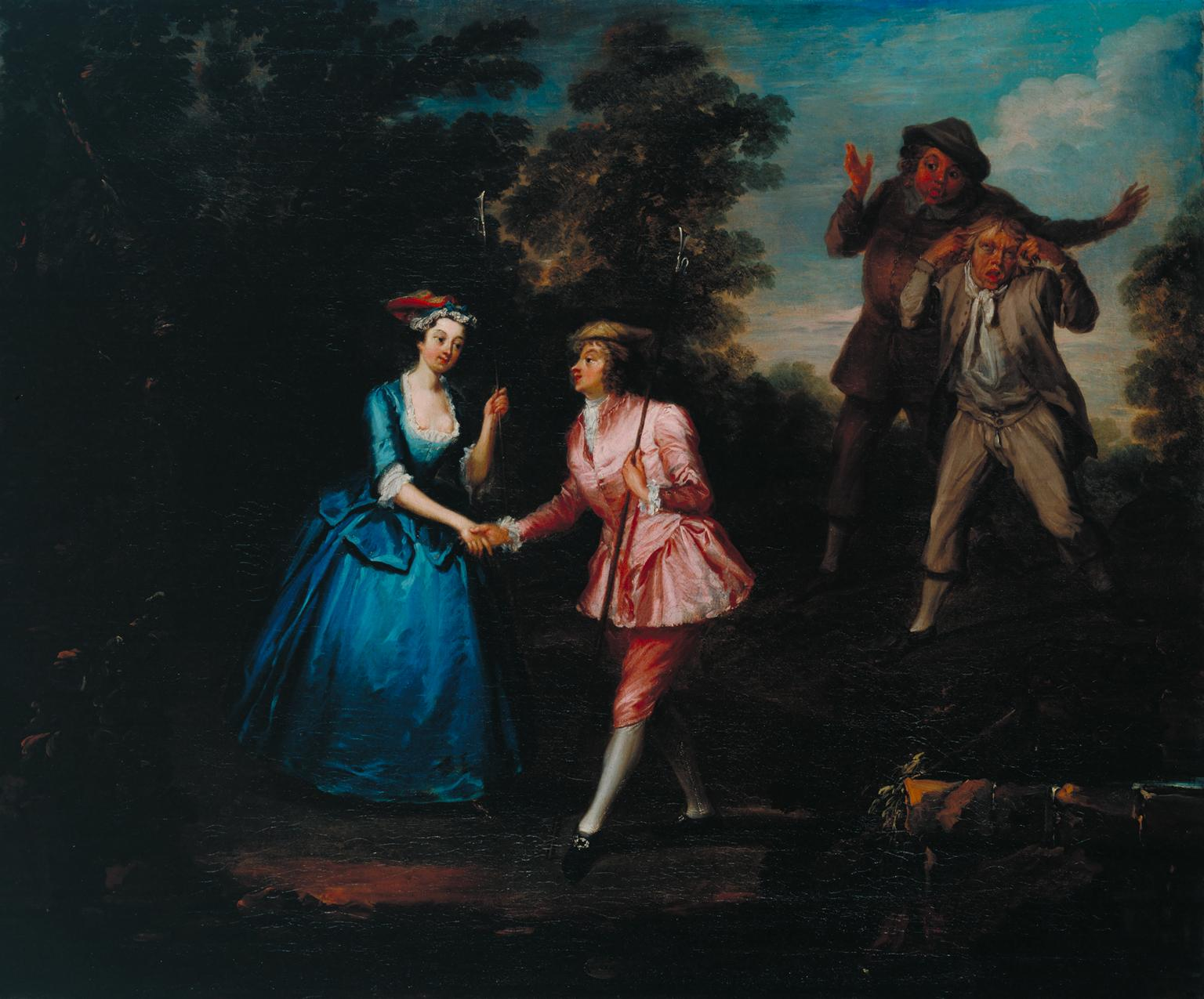
Charlotte Charke, in rosa, interpreta Damon il personaggio maschile della farsa pastorale Damon and Phillida scritta dal padre Colley Cibber.

Charlotte Charke, nata Cibber, anche nota come Charlotte Secheverell e Charles Brown (Londra, 13 gennaio 1713 – Londra, 16 aprile 1760), è stata un'attrice teatrale inglese, ma anche scrittrice di testi teatrali, romanziera e noto travestito.

## Primi anni
Figlia, ultima di undici, dell'attore, commediografo, impresario Colley Cibber e dell'attrice Katherine Shore. Secondo quanto riportato nella sua autobiografia, Charlotte non fu ben accolta, sin dalla nascita, nella sua famiglia e quelli sopravvissuti fra i suoi fratelli e le sorelle le dimostrarono sempre antipatia.
Charlotte venne istruita nelle arti liberali e imparò il latino, l'italiano e la geografia frequentando l'Istituto femminile di Mrs. Draper tra il 1719 e il 1721. Successivamente si trasferì con la madre nel Middlesex. Charlotte confessò di essersi identificata nel genere maschile sin da piccola, per esempio imitava facilmente suo padre; quando si trasferì con sua madre in campagna imparò subito ad andare a caccia, a cavalcare e a dedicarsi al giardinaggio. Nel 1724 lei e sua madre si trasferirono nel Hertfordshire, e qui Charlotte continuò a praticare caccia ed equitazione e a completare la sua istruzione, incentrando la sua attenzione su tematiche e impegni tipicamente maschili. Secondo alcuni aneddoti, Charlotte "studiò medicina" e nel 1726, a soli tredici anni, cercò di praticare da dottore. Colley Cibber, tuttavia, fermò le sue iniziative quando gli presentarono i conti da saldare intestati alla figlia.

## Charlotte Charke, attrice

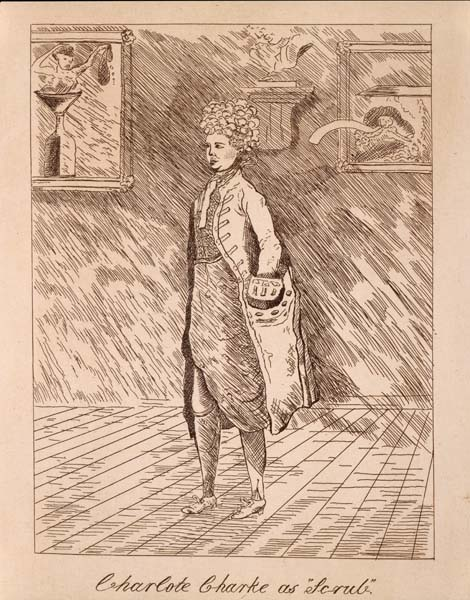
Charlotte Charke, in abiti maschili, interpreta Scrub, un caratteristico personaggio del teatro inglese del XVIII secolo

Come i componenti della sua famiglia, anche Charlotte dimostrò grande interesse per il teatro. Passava molto tempo presso il Drury Lane Theatre dove il padre era direttore, nel 1729, all'età di sedici anni, venne corteggiata dal compositore e violinista Richard Charke. I due si sposarono il 4 febbraio 1730, da questa unione nascerà una figlia Kitty. Tuttavia, Richard Charke si rivelò del tutto inaffidabile come marito e come padre. Nel 1736 scappò via dall'Inghilterra e si diresse in Giamaica per sfuggire ai suoi creditori ed evitare la prigione. Subito dopo essere arrivato in Giamaica si ammalò gravemente e morì verso la fine del 1737 o ai primi del 1738.
Una volta sposata, Charlotte, non più una minorenne per i genitori, cominciò ad apparire sul palcoscenico. Fece il suo debutto l'8 aprile 1730 al Drury Lane Theatre in uno stereotipato ruolo femminile minore, Mademoiselle in The Provok'd Wife di John Vanbrugh. Colley Cibber, come padre di Charlotte e come direttore del teatro, fu ben lieto di questo debutto ma da parte sua prese le dovute precauzioni per salvaguardare il nome suo e quello della figlia in caso di una sua cattiva interpretazione. Infatti nella locandina accanto al nome del personaggio Mademoiselle non vi era quello di Charlotte Charke bensì la dicitura "a young Gentlewoman, who had never appeared on any Stage before". Ma il successo fu tale che Charlotte venne chiamata ancora ad interpretare quel ruolo e questa volta il suo nome comparve in locandina. Purtroppo, la Charke dovette subito dopo smettere appena scoprì di essere incinta. Sua figlia, Catherine, nacque nel dicembre del 1730 e un mese dopo Charlotte ritornò a recitare come Lucy in The London Merchant di George Lillo. Nel luglio del 1731, Charlotte fece la sua prima apparizione in abiti maschili per interpretare una parte nella stessa tragedia di Lillo e nel 1732 interpretò il ruolo di Roderigo nell'Otello. Altri ruoli interpretati da Charlotte furono Mrs Slammerkin in L'opera del mendicante di John Gay e il ruolo della maschiaccia Miss Hoyden in The Relapse di John Vanbrugh. Più o meno da questo periodo, Charke iniziò ad indossare abiti maschili fuori dal palcoscenico pur se in modo intermittente.
Nel 1733 Colley Cibber vendette la sua quota di maggioranza nella gestione del Drury Lane Theatre a John Highmore ma Charlotte riteneva che detta quota sarebbe dovuta toccare a lei e al fratello, Theophilus Cibber. In realtà, è probabile che la vendita avvenne a un prezzo notevolmente gonfiato e che l'obiettivo di Colley era semplicemente quello di sanare una situazione debitoria e di ricavarne un profitto (vedi Robert Lowe nella sua edizione dell'Apology, l'autobiografia scritta da Cibber). Theophilus, che verosimilmente sapeva dell'inghippo derivante dalle difficoltà finanziarie del padre, avanzò richieste più pesanti che non potevano essere esaudite e per questo organizzò una rivolta degli attori. Charles Fleetwood subentrò nel controllo del Drury Lane e Charke andò a lavorare presso l'Haymarket Theatre dove interpretò per la maggior parte ruoli maschili. Tornò a recitare al Drury Lane nel ruolo di Cleopatra ma nel 1735 mise su una propria compagnia presso il teatro Lincoln's Inn Fields. Nel settembre del 1735 scrisse la sua prima commedia, The Art of Management. L'opera si rivelò essere un esplicito attacco contro Fleetwood, che cercò di comprare dalla stamperia tutte le copie della commedia per evitarne la diffusione.
Nel 1736 Charlotte decise di collaborare con Henry Fielding nella presentazione di commedie dello scrittore al Haymarket. Infatti, nel 1737, si presentò in scena nei panni di Lord Place, una parodia di suo padre Colley Cibber, nella commedia Pasquin di Fielding. La commedia era una violenta satira politica rivolta contro Robert Walpole e il suo governo, in particolar modo veniva attaccato Colley Cibber per il suo servilismo verso Walpole e per la sua immeritata nomina a poeta laureato. Nel 1737 Walpole fece approvare dal Parlamento il Licensing Act, la legge che fece chiudere tutti i teatri privi di lettera-patente e proibì la rappresentazione di qualsiasi opera teatrale che non avesse superato il controllo della censura. Fidelis Morgan ha messo in risalto il ruolo occupato da Charlotte nella lotta intrapresa contro il Licensing Act: "Il lavoro teatrale di Charlotte Charke non la rese celebre, ma la sua lotta contro il Licensing Act, che durò tutta la vita, fu un vero risultato, e i suoi metodi sono tuttora in uso". La situazione critica nel mondo teatrale fece ridurre di molto le possibilità di lavoro per Charlotte che anche dal punto di vista famigliare si trovò con una figlia da crescere e abbandonata dal marito Richard, fuggito in Giamaica.

## Mister Brown e l'indigenza
Nel 1738 Charlotte ebbe l'insolito privilegio di una licenza per gestire il Punch's Theatre nel Old Tennis Court a St. James's. Questo teatro di burattini, pur funzionando per un breve periodo, ebbe grande successo. Gran parte dei burattini erano delle caricature di politici e attori contemporanei, e la censura nulla poteva contro queste rappresentazioni perché, tecnicamente, sul palcoscenico del Punch's non recitavano attori in carne ed ossa. Charlotte, visto il successo, decise di portare il suo teatro in giro per l'Inghilterra, ma durante i vari spostamenti si ammalò gravemente, probabilmente di esaurimento nervoso. Le spese mediche, secondo la sua autobiografia, furono così costose che fu costretta a vendere tutti i suoi burattini. Mandò la piccola Catherine con una lettera presso amici e parenti per chiedere un aiuto in denaro, ma nessuno volle o poté aiutarla. Lo stesso suo padre, Colley Cibber, le sbatté la porta in faccia poiché era furioso con lei che aveva partecipato alla ribellione degli attori al Drury Lane Theatre ed inoltre lo aveva rappresentato in modo poco lusinghiero nella commedia Pasquin, scritta dal suo vecchio nemico Henry Fielding.
Secondo l'autobiografia, l'aiuto principale ricevuto in questa fase della sua vita fu quello da parte di altri attori. Secondo alcuni l'aver scelto di vestirsi come un uomo poteva naturalmente essere spiegato come un modo per evitare di essere riconosciuta dai tanti suoi creditori, ma questa scelta derivava da una connaturata preferenza di Charlotte. Pur cercando di raccogliere denaro dagli amici, venne arrestata per debiti. Secondo quanto si legge in un interessante passaggio della sua autobiografia, Charlotte ottenne la libertà su cauzione grazie ai soldi racimolati dai locandieri e dalle prostitute di Covent Garden, e queste donne, conoscendola molto bene, scherzosamente la chiamavano "Master Charles", come se fosse un giovane gentiluomo.
In effetti, Charlotte si presentava in pubblico ormai quasi esclusivamente in abiti maschili. Ella si presentava come "Charles Brown" e, qualche tempo dopo, cominciò a presentare sua figlia come "Mrs. Brown". Si vantava, inoltre, che una giovane ereditiera si era innamorata di lei, credendo davvero che fosse un uomo, e le aveva proposto di sposarsi. La cosa, naturalmente, finì in una cocente delusione sia per Charlotte che per la speranzosa ereditiera. Dal momento che non poté più guadagnarsi da vivere recitando nei teatri autorizzati, Charlotte iniziò ad accettare i lavori più disparati al fine di mantenere se stessa e la figlia Catherine, tuttavia cercava sempre lavori tipicamente da uomo. Per questo, lavorò come cameriere al servizio di Richard Annesley, 6º Conte di Anglesey. Il Conte era un famigerato bigamo e libertino, durante il servizio di Charlotte viveva con un'amante. Secondo Charlotte, quando Anglesey non aveva ospiti, i tre avrebbero pranzato insieme come vecchi amici.(Anglesey fu al centro di una torbida vicenda che gli fece perdere i possedimenti- ma gli fu consentito di conservare il titolo -dopo che un tribunale lo ritenne colpevole di aver venduto come schiavo il suo giovane parente, James Annesley, che aveva maggior titolo all'eredità.)

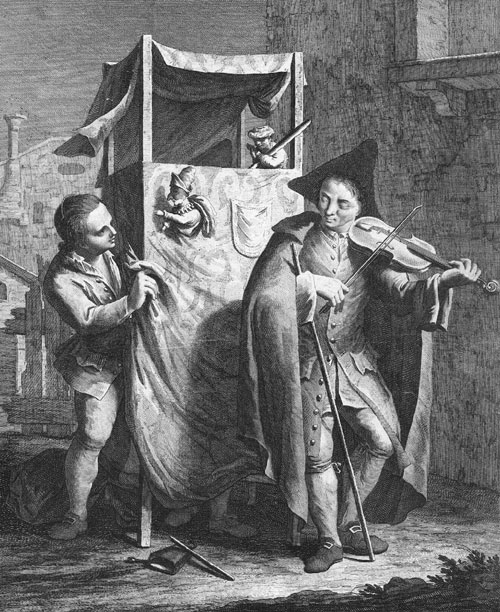
Teatro dei burattini con Punch e Judy

Nel 1742 per Charlotte si presentò l'occasione di tornare a recitare con una nuova compagnia presso il New Theatre a St. James's e portò in scena la sua seconda commedia Tit for Tat, or, Comedy and Tragedy at War. Contando sull'insperato successo, chiese un prestito da suo zio e aprì un locale in Drury Lane, la Charlotte Charke Tavern. Questa impresa finì male a causa dei furti perpetrati degli avventori e per la generosità della titolare che, infine, fu costretta a svendere tutto. Nel 1744 recitò insieme al fratello Theophilus Cibber nel Haymarket Theatre, successivamente entrò a far parte della compagnia teatrale di William Hallam. Nel 1746 Charlotte sposò John Sacheverell, ma gli studiosi non hanno potuto scoprire molto di questa persona. La stessa Charlotte, nella sua autobiografia, si riferisce al secondo marito in modo molto superficiale e mai per nome. Qualunque possa essere stata la natura di questo matrimonio, ad esso pose fine la morte di Sacheverell e per esso Charlotte acquisì un nuovo cognome che utilizzò per un certo tempo.
In un particolare momento di ristrettezze, a Charlotte fu offerto il ruolo principale maschile di Punch (della famosa coppia di burattini Punch e Judy) in un nuovo teatro dei burattini, la proposta venne da un certo signor Russell che apprezzava la nota abilità di Charlotte sia come attor comico e sia come burattinaio. La breve stagione fu un successo artistico e finanziario per Charlotte, ma prima che potesse essere ripetuta il fondatore del teatro fu arrestato per debiti e rinchiuso nella Newgate Prison, dove morì povero e disperato. Charlotte cercò di acquistare i burattini dalla padrone di casa di Russell, che li aveva in pegno, ma non poté accettare il prezzo richiesto e così la piccola compagnia concluse la sua esistenza. Una sceneggiatura inedita che Russell aveva scritto finì come titolo di garanzia nelle mani dei creditori del defunto, impedendone così la messa in scena come Charlotte aveva promesso al suo autore. La sceneggiatura, naturalmente, è andata persa.
Per qualche tempo, dal 1747, Charlotte, portandosi dietro la figlia, cominciò a fare l'artista da strada in giro per il West Country. Nel 1750 Catherine Charke sposò un attore di nome John Harman, nonostante il parere contrario della madre. Durante questi anni da girovaga, Charlotte finì varie volte in carcere (con i maschi) per vagabondaggio, lavorò come pasticciere e si prestò a lavorare nei campi. Fra il 1752 e 1753 scrisse per il settimanale Bristol Intelligencer e nel 1754 lavorò a Bath come suggeritore. Alla fine dell'anno Charlotte decise di tornare a Londra e dedicarsi alla scrittura.

## Charlotte Charke scrittrice
Nel 1754 Charke scrisse il suo primo romanzo, The History of Mr. Henry Dumont and Miss Charlotte Evelyn e lo vendette a un editore per 10 ghinee. Il libro venne pubblicato nel 1755 e la stima dell'incasso fatta dalla casa editrice venne comunque confermata, anche se il libro non si vendette particolarmente bene. Poiché, Charlotte Cibber godeva ancora di fama e di pettegolezzi, alla pari di suo padre Colley, scrisse un'autobiografia, A Narrative of the Life of Mrs. Charlotte Charke che venne pubblicata a puntate. Vista l'ottima accoglienza ricevuta, le puntate vennero raccolte in un libro che ebbe due edizioni nel corso dell'anno. Una forma abbreviata apparve anche nel Gentleman's Magazine.
Lo stile di Charlotte, alla pari di quello nell'Apology di Colley Cibber, è discorsivo, vivace, rilassato e intimista. Il racconto è un misto di onestà e autoelogio, ma nulla a che vedere con la pomposità del padre. Charlotte ebbe a dire di aver scritto l'autobiografia proprio per riconciliarsi con il padre. Ma questo non accadde. Colley Cibber non le rispose, anzi le rispedì la lettera intonsa; quando morì nel 1757 era un uomo molto ricco ma alla figlia lasciò una simbolica cifra di 5 sterline. Charlotte reagì a questo trattamento scrivendo The Lover's Treat, or, Unnatural Hatred, un romanzo sui componenti delle famiglie in guerra tra di loro. Nel 1758, Catherine ed il marito si trasferirono in America. Nel 1759 Charlotte cercò di tornare in scena nei panni maschili del personaggio Marplot in The Busybody di Susanna Centlivre.
Charlotte Cibber Charke morì a quarantasette anni, nell'aprile del 1760.

## Una questione aperta
L'autobiografia di Charlotte, A Narrative, è ritornata all'attenzione degli studiosi tra la fine del 20° e inizio del XXI secolo. In parte ciò è dovuto al fatto che l'autrice è stata vista come una femminista ante litteram, una donna che ha messo in discussione e ridefinito il suo genere. Secondo altri è stata ritenuta come una figura apertamente lesbica. Tuttavia, nella Narrative c'è ben poco di una sicura prova di lesbismo e la stessa Charke sottolinea il fatto che il suo travestimento non aveva mai suscitato shock o indignazione in coloro che incontrava. Le persone cui veniva presentata come "Mr. Brown" e che conoscevano, comunque, il suo sesso reale non erano, secondo il suo resoconto, affatto turbate dal suo abbigliamento o non erano punto curiose circa le sue tendenze sessuali. Perciò, alcuni hanno anche visto nel travestitismo della Charke e nel suo possibile lesbismo un segno di quanto vagamente il genere femminile fosse oggetto di sorveglianza e controllo, altri invece un segno di come attori e attrici fossero del tutto al di fuori delle norme sociali. Qualunque cosa i contemporanei di Charlotte capirono delle sue abitudini e delle sue tendenze, le sue persistenti difficoltà finanziarie e limitazioni professionali possono, almeno, essere considerate come esempi di apertura e di restrizioni presenti nel sistema economico inglese a metà del XVIII secolo.

## Opere

### Commedie
- The Carnival, 1735
- The Art of Management, 1735
- Tit for Tat, 1743

### Autobiografia
- A Narrative of the Life of Mrs. Charlotte Charke, (youngest daughter of Colley Cibber, esq;) Written by herself, 1755

### Racconti
- The Lover's Treat; or Unnatural Hatred, 1758
- The History of Charles and Patty

### Romanzi
- The Mercer; Extravagance, 1755
- The History of Henry Dumont, Esq. and Miss Evelyn, 1756